# Georges Lurcy
Georges Lurcy (geboren als Léon Georges Lévy am 6. Februar 1891 in Paris; gestorben am 2. Oktober 1953 in New York City) war ein französisch-US-amerikanischer Bankier, Unternehmer, Kunstsammler und Mäzen.

## Leben

Flugzeug Lévy-Le Pen am Seine-Ufer in Argenteuil

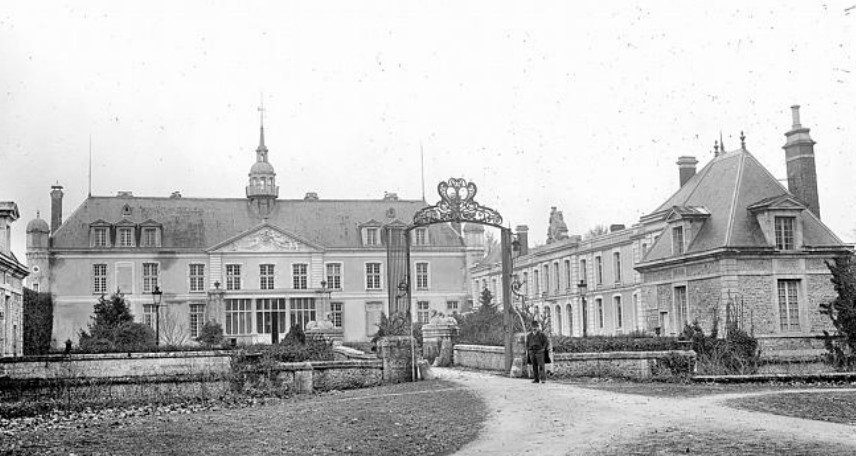
Chateau de Meslay

Georges Lévy kam 1891 als Sohn von Charles und Therese Lévy in Paris zur Welt. Er begann seine berufliche Laufbahn im Aktienhandel für das Pariser Bankhaus Rothschild Frères. 1911 gründete er im Pariser Vorort Argenteuil Werkstätten, in denen er zunächst Wettkampfkanus bauen ließ. 1913 erwarb er die Patente für ein von François Denhaut entwickeltes Wasserflugzeug und begründete das Unternehmen Hydravions Georges Lévy. Unter der Leitung der Ingenieure Maurice Blanchard (1890–1960) und Maurice Jules-Marie Le Pen (1889–1919) wurden zunächst Donnet-Denhaut-Flugzeuge für die französische Marine hergestellt. Im Ersten Weltkrieg war Lévy 1914 kurzzeitig an der Front, musste jedoch aus gesundheitlichen Gründen seinen dortigen Einsatz beenden. Er widmete sich nun verstärkt dem Flugzeugbau und erweiterte das Unternehmen um Werkstätten in Bezons. Mit dem von dem Ingenieur Marcel Besson entwickelten Modell Levy-Besson 200 ch stellte das Unternehmen ab 1917 ein erfolgreiches Modell her, von dem mehr als 200 Exemplare ausgeliefert wurden. Ab Juni 1918 folgte das Modell Lévy-Le Pen HB2, das bis 1926 im Einsatz war. Für seinen Einsatz im Flugzeugbau wurde Lévy 1930 zum Offizier der Ehrenlegion ernannt. Sein Unternehmen wurde 1937 aufgelöst.
Durch den Aktienhandel und den Flugzeugbau war Lévy zu erheblichen Reichtum gekommen. So begann er in den 1920er Jahren mit dem Aufbau einer bedeutenden Kunstsammlung. Zudem erwarb er 1924 das Schloss in Meslay-le-Vidame und engagierte sich finanziell in der Gemeinde. So stiftete er Geld für den Friedhof und finanzierte den Ausbau des Wassernetzes einschließlich der Errichtung eines Wasserturmes. Im Mai 1935 gewann er die Bürgermeisterwahl in Meslay. Lévy heiratete 1937 die aus High Point in North Carolina stammende US-Amerikanerin Alice Snow Barbee (1906–1980). Die Ehe blieb kinderlos.
Im Zweiten Weltkrieg sah Lévy für sich als Jude eine zunehmende Gefahr durch rassistische Verfolgung. Er legte sein Bürgermeisteramt in Meslay nieder, nahm den Nachnamen Lurcy an und wanderte mit seiner Frau in die Vereinigten Staaten aus und erhielt die US-amerikanische Staatsbürgerschaft. Zahlreiche Kunstwerke konnten sie bei ihrer Übersiedlung mitnehmen. Sie ließen sich zunächst in Chapel Hill, North Carolina nieder und lebten später in New York City. Lucy arbeitete dort für den Broker Halle & Stieglitz Zudem nahm er seine Sammlertätigkeit in New York wieder auf. 1942 zeigte Lurcy Teile seiner Kunstsammlung in der Person Hall Art Gallery der University of North Carolina at Chapel Hill und hielt dort einen Einführungsvortrag. Im Folgejahr erhielt er an derselben Universität seinen Masterabschluss der Wirtschaftswissenschaft.
Lurcy gehörte dem Beirat (Advisory Committee) des New York University Institute of Fine Arts an und war Mitglied im New York Athletic Club, im Stock Exchange Luncheon Club und im Yacht Club de France. Er starb 1953 in New York. In seinem Testament vermachte er sein Schloss in Meslay-le-Vidame dem 16. Arrondissement von Paris. Darüber hinaus hatte er die Gründung des gemeinnützigen Georges Lurcy Charitable and Educational Trust verfügt. Diese Stiftung widmet sich seither der Förderung der Freundschaft zwischen Frankreich und den Vereinigten Staaten, insbesondere durch die Finanzierung von Stipendien für Studierende, Gastprofessuren oder Vortragsreihen. Finanzielle Grundlage hierzu bildete der 1957 erfolgte Verkauf von Kunstwerken aus der Sammlung Lurcy. Nach dem Tod seiner Frau Alice 1980 erhielt die Stiftung den restlichen Besitz des Paares.

## Kunstsammlung von Georges Lurcy
Die Sammlung von Georges Lurcy umfasste vor allem Werke französischer Künstler des ausgehenden 19. Jahrhundert und der ersten Hälfte des 20. Jahrhunderts. Hinzu kamen Möbel des 18. Jahrhunderts, Porzellane aus den Manufakturen in Meißen und Sèvres, chinesisches Porzellan, Kerzenleuchter, Bronze- und Silberarbeiten. Beispiele für den Bereich des Kunsthandwerks der Sammlung Lurcy sind ein Paar Kommoden, die vermutlich aus der Münchner Werkstatt des Johann Joachim Dietrich nach Entwürfen von François de Cuvilliés stammen und sich heute im J. Paul Getty Museum befinden. Es besteht zwar kein Verzeichnis der gesamten Sammlung Lurcy, die Kataloge zur Versteigerung, die an drei Tagen im New Yorker Auktionshaus Parke-Bernet stattfand, fassen jedoch den Großteil der Sammlung zusammen. Am 7. November kamen Gemälde, Pastelle, Guachen, Aquarelle und Zeichnungen zum Aufruf. Allein die an diesem Tag versteigerten Kunstwerke brachten einen Erlös von 1.708.500 US-Dollar. Spitzenlos war das Gemälde La Serre von Pierre-Auguste Renoir, das für 200.000 US-Dollar den Besitzer wechselte. Weitere herausragende Verkäufe waren die Werke Mau Taporo von Paul Gauguin für 180.000 US-Dollar und Femme dans un jardin von Claude Monet für 92.000 US-Dollar. Im Anschluss wurden am 8. und 9. November 1957 Arbeiten des Kunsthandwerks versteigert. Weitere Stücke gaben die Erben später in den Kunsthandel.
Die nachfolgende Liste gibt ausschließlich Gemälde, Pastelle, Guachen, Aquarelle und Zeichnungen wieder. Diese stammen überwiegend aus dem Auktionskatalog. Angegeben sind Künstlername, Bildtitel, Entstehungsjahr, Material, Maße (Höhe mal Breite) und – soweit vermerkt – die Nummer im Auktionskatalog (V-Nr.). Die Zuschreibungen zu Künstlern haben sich teilweise geändert. Das im Katalog Paul Gauguin zugeschriebene Bild Femme aux tournesols und das Chaim Soutine zugeschriebene Gemälde Paysage aux vaches sind in den jeweiligen aktuellen Werkverzeichnissen nicht enthalten. Die zeitliche Zuordnung der Werke und die Bildtitel können sich seit der Auktion verändert haben. Die Maße der Bilder sind in der Literatur teilweise abweichend angegeben, da es insbesondere bei der Umrechnung vom Angloamerikanischen Maßsystem zum Metrischen Einheitensystem zu Differenzen kommen kann. Unter Verbleib sind soweit bekannt der heutigen öffentlichen Sammlungen angegeben.
| Künstler                  | Titel                                                    | Jahr         | Technik, Format in cm                                                 | V-Nr. | Verbleib                                                   | Bild                            |
| ------------------------- | -------------------------------------------------------- | ------------ | --------------------------------------------------------------------- | ----- | ---------------------------------------------------------- | ------------------------------- |
| Pierre Bonnard            | Nature morte avec chat                                   | 1920         | Öl auf Leinwand 90,1 × 74,9 cm                                        | 37    | Privatsammlung                                             |                                 |
| Pierre Bonnard            | Femme nue                                                | 1925         | Öl auf Leinwand 74 × 45 cm                                            | 48    | Privatsammlung                                             |                                 |
| Eugène Boudin             | Deauville, la Terrasse                                   | 1882         | Öl auf Leinwand 36,8 × 58,1 cm                                        | 7     | Philadelphia Museum of Art, Philadelphia                   |                                 |
| Eugène Boudin             | Deauville, le bassin                                     | 1897         | Öl auf Holz 30,5 × 40,6 cm                                            | 8     | Privatsammlung                                             |                                 |
| Eugène Boudin             | Flotte de pêche                                          | unbekannt    | Öl auf Holz 10,1 × 24,8 cm                                            | 13    | Privatsammlung                                             |                                 |
| Eugène Boudin             | Berck, Chariot et pêcheuses sur la plage                 | um 1875–1878 | Öl auf Holz 10,1 × 24,2 cm                                            | 14    | Privatsammlung                                             |                                 |
| Eugène Boudin             | Pêcheuses à Berck                                        | um 1875–1878 | Öl auf Holz 11,2 × 24,1 cm                                            | 15    | Privatsammlung                                             |                                 |
| Eugène Boudin             | Pêcheuse sur la plage                                    | um 1878–1882 | Öl auf Holz 19,7 × 26 cm                                              | 16    | Privatsammlung                                             |                                 |
| Eugène Boudin             | Plage à Deauville                                        | unbekannt    | Öl auf Leinwand 50,8 × 24,1 cm                                        | 21    | Privatsammlung                                             |                                 |
| Eugène Boudin             | Venise, vue prise de San Giorgio                         | 1895         | Öl auf Leinwand 49,6 × 73,4 cm                                        | 26    | Privatsammlung                                             |                                 |
| Eugène Boudin             | Trouville                                                | unbekannt    | Öl auf Leinwand 35,6 × 57,8 cm                                        | 33    | Privatsammlung                                             |                                 |
| Eugène Boudin             | Petite rade                                              | unbekannt    | Öl auf Holz 40,6 × 32,4 cm                                            | 57    | Privatsammlung                                             |                                 |
| Eugène Boudin             | Trouville. Chenal Marée Basse                            | 1889         | Öl auf Leinwand 35 × 26,7 cm                                          | ohne  | Privatsammlung                                             |                                 |
| Georges Braque            | Le saucisson                                             | 1948         | Öl auf Leinwand 24,1 × 35,6 cm                                        | 11    | Privatsammlung                                             | Bild urheberrechtlich geschützt |
| Marc Chagall              | Dans les Alpes                                           | unbekannt    | Gouache auf Leinwand 63,5 × 49,5 cm                                   | 25    | Privatsammlung                                             | Bild urheberrechtlich geschützt |
| Marc Chagall              | Le violoniste sous les roses                             | unbekannt    | Gouache auf Leinwand 62,2 × 49,5 cm                                   | 40    | Privatsammlung                                             | Bild urheberrechtlich geschützt |
| Marc Chagall              | L’esprit des roses (Au-dessus des fleurs)                | unbekannt    | Öl auf Leinwand 92,2 × 73 cm                                          | 60    | Privatsammlung                                             | Bild urheberrechtlich geschützt |
| Henri Edmond Cross        | Eucalyptus et oliviers                                   | 1907         | Öl auf Leinwand 74 × 91,8 cm                                          | 47    | Privatsammlung                                             |                                 |
| Edgar Degas               | Danseuses                                                | um 1896      | Pastell auf Papier 63 × 42 cm                                         | 41    | Privatsammlung                                             |                                 |
| Edgar Degas               | Danseuses russes                                         | 1894         | Pastell auf Leinwand 54 × 34 cm                                       | 61    | Privatsammlung                                             |                                 |
| André Derain              | Vase de fleurs                                           | unbekannt    | Öl auf Leinwand 55,2 × 45,7 cm                                        | 23    | Privatsammlung                                             |                                 |
| André Derain              | Arbre dans le chemin creux, L’Estaque                    | 1906         | Öl auf Leinwand 41.1 × 33 cm                                          | 31    | Metropolitan Museum of Art, New York                       |                                 |
| André Derain              | Les danseurs                                             | um 1905–1906 | Aquarell auf Leinwand 61 × 74,9 cm                                    | 64    | Privatsammlung                                             |                                 |
| André Dunoyer de Segonzac | Paysage                                                  | unbekannt    | Öl auf Leinwand 52 × 80 cm                                            | 54    | Privatsammlung                                             | Bild urheberrechtlich geschützt |
| Raoul Dufy                | Palazzo Ducale, Venice                                   | 1938         | Öl auf Leinwand 49,5 × 63,5 cm                                        | 18    | Privatsammlung                                             |                                 |
| Raoul Dufy                | Chambre sur la mer                                       | unbekannt    | Öl auf Leinwand 45,7 × 38,1 cm                                        | 39    | Privatsammlung                                             |                                 |
| Raoul Dufy                | Fontaine de Venice                                       | unbekannt    | Öl auf Leinwand 64,8 × 54 cm                                          | 53    | Privatsammlung                                             |                                 |
| Raoul Dufy                | Paris                                                    | 1934         | Öl auf Leinwand 193 × 155 cm                                          | 59    | Privatsammlung                                             |                                 |
| Raoul Dufy                | Paysage montagneux                                       | unbekannt    | Öl auf Leinwand 53,3 × 61,1 cm                                        | 65    | Privatsammlung                                             |                                 |
| Henri Fantin-Latour       | Roses                                                    | 1884         | Öl auf Leinwand 23,2 × 30,5 cm                                        | ohne  | Privatsammlung                                             |                                 |
| Paul Gauguin (?)          | Femme aux tournesols                                     | um 1889      | Öl auf Karton 17,8 × 25,7 cm                                          | 5     | Privatsammlung                                             |                                 |
| Paul Gauguin              | Mau taporo (La Cueillette des citrons)                   | 1892         | Öl auf Leinwand 89 × 66 cm                                            | 49    | Privatsammlung                                             |                                 |
| Paul Gauguin              | Paris: L’Omnibus de Vaugirard L’Omnibus de Frederiksberg | 1884         | Öl auf Leinwand 62 × 82 cm                                            | 58    | Privatsammlung                                             |                                 |
| Armand Guillaumin         | Hiver à Saint-Sauves-d’Auvergne                          | 1900         | Öl auf Leinwand 73,6 × 91,5 cm                                        | 63    | Privatsammlung                                             |                                 |
| Marie Laurencin           | Jeune fille lisant                                       | 1939         | Öl auf Leinwand 46,4 × 38,1 cm                                        | ohne  | Privatsammlung                                             | Bild urheberrechtlich geschützt |
| Henri Matisse             | Dans le boudoir                                          |              | Öl auf Leinwand 33 × 54,6 cm                                          | 12    | Privatsammlung                                             |                                 |
| Claude Monet              | Alice Hoschedé au jardin                                 | 1881         | Öl auf Leinwand 81 × 65 cm                                            | 32    | Privatsammlung                                             |                                 |
| Claude Monet              | Nymphéas                                                 | 1907         | Öl auf Leinwand 107 × 73 cm                                           | 51    | Israel Museum, Jerusalem                                   |                                 |
| Pablo Picasso             | Danseuse                                                 | 1925         | Bleistift auf Papier 46,5 × 39 cm                                     | 1     | Privatsammlung                                             | Bild urheberrechtlich geschützt |
| Pablo Picasso             | Interieur                                                | 1919         | Öl auf Leinwand 33,7 × 24,1 cm                                        | 19    | Privatsammlung                                             | Bild urheberrechtlich geschützt |
| Pablo Picasso             | Nature morte                                             | unbekannt    | Buntstift auf Papier 61 × 44,5 cm                                     | 24    | Privatsammlung                                             | Bild urheberrechtlich geschützt |
| Camille Pissarro          | Bateau à l’entrée du port du Havre                       | 1903         | Öl auf Leinwand 17,8x × 28,5 cm                                       | 3     | Dallas Museum of Art, Dallas                               |                                 |
| Camille Pissarro          | Le Pont-Neuf, après-midi, soleil                         | 1901         | Öl auf Leinwand 73 × 92,1 cm                                          | 22    | Philadelphia Museum of Art, Philadelphia                   |                                 |
| Camille Pissarro          | Le Chemin de halage, environs de Pontoise                | 1879         | Öl auf Leinwand 55,5 × 46 cm                                          | 29    | Privatsammlung                                             |                                 |
| Pierre-Auguste Renoir     | Orange et fruits sur une nappe blanche (Nature morte)    | 1900         | Öl auf Leinwand 29,5 × 38 cm                                          | 9     | Privatsammlung                                             |                                 |
| Pierre-Auguste Renoir     | Poissons (Nature morte)                                  | unbekannt    | Öl auf Leinwand 17,1 × 38,1 cm                                        | 10    | Privatsammlung                                             |                                 |
| Pierre-Auguste Renoir     | Madame Le Brun et sa fille                               | 1897         | Öl auf Leinwand 21,3 × 17,5 cm                                        | 20    | Privatsammlung                                             |                                 |
| Pierre-Auguste Renoir     | Bouquet de roses                                         | 1910         | Öl auf Leinwand 46,5 × 55,5 cm                                        | 44    | Musée d’art et d’histoire, Genf                            |                                 |
| Pierre-Auguste Renoir     | La Serre                                                 | um 1876      | Öl auf Leinwand 59,7 × 74,0 cm                                        | 52    | Staatsgalerie Stuttgart Dauerleihgabe einer Privatsammlung |                                 |
| Paul Signac               | Carnaval à Nice                                          | unbekannt    | Bleistift und Aquarell auf Papier 26 × 40,6 cm                        | 2     | Privatsammlung                                             |                                 |
| Paul Signac               | Portrieux. La Comtesse                                   | 1888         | Öl auf Leinwand 60,3 × 92,1 cm                                        | 27    | Privatsammlung                                             |                                 |
| Paul Signac               | Avant du Tub                                             | 1888         | Öl auf Leinwand 45 × 65 cm                                            | 34    | Privatsammlung                                             |                                 |
| Alfred Sisley             | Entrée du village des Sablons                            | 1888         | Öl auf Leinwand 58,4 × 77,5 cm                                        | 36    | Privatsammlung                                             |                                 |
| Alfred Sisley             | Le Pont de Sevres                                        | um 1877      | Öl auf Leinwand 38,1 × 45,7 cm                                        | 43    | Privatsammlung                                             |                                 |
| Alfred Sisley             | Le Loing à Moret                                         | 1888         | Öl auf Leinwand 71,1 × 91,4 cm                                        | 45    | Privatsammlung                                             |                                 |
| Chaim Soutine             | Paysage aux vaches                                       | unbekannt    | Öl auf Holz 35,6 × 64,8 cm                                            | 55    | Privatsammlung                                             |                                 |
| Henri de Toulouse-Lautrec | Au Cirque, ecuyere de haute école: Le Pointage           | unbekannt    | Bleistift auf Papier 50,8 × 32,8 cm                                   | 4     | Privatsammlung                                             |                                 |
| Henri de Toulouse-Lautrec | Aux Ambassadeurs: Gens Chic                              | 1893         | Gouache und Kreide auf Papier, montiert auf Karton 84,3 × 65,5 cm     | 46    | National Gallery of Art, Washington D.C.                   |                                 |
| Henri de Toulouse-Lautrec | Aristide Bruant aux Ambassadeurs                         | 1892         | Gouache und Aquarell auf Papier, montiert auf Karton 138,4 × x92,7 cm | 56    | Privatsammlung                                             |                                 |
| Maurice Utrillo           | Avenue des Ternes, Paris                                 | 1924         | Öl auf Leinwand 38,1 × 57,8 cm                                        | 28    | Privatsammlung                                             | Bild urheberrechtlich geschützt |
| Maurice Utrillo           | Église de Domremy                                        | 1928         | Öl auf Leinwand 22,9 × 32,4 cm                                        | ohne  | Privatsammlung                                             | Bild urheberrechtlich geschützt |
| Suzanne Valadon           | La vachère                                               | 1922         | Öl auf Leinwand 61 × 23 cm                                            | 42    | Privatsammlung                                             |                                 |
| Maurice de Vlaminck       | Nature morte                                             |              | Öl auf Leinwand 76,2 × 63,5 cm                                        | 30    | Privatsammlung                                             | Bild urheberrechtlich geschützt |
| Maurice de Vlaminck       | La chaumiere                                             | unbekannt    | Öl auf Leinwand 72,4 × 91,5 cm                                        | 35    | Privatsammlung                                             | Bild urheberrechtlich geschützt |
| Maurice de Vlaminck       | Nature morte                                             | unbekannt    | Öl auf Leinwand 63,5 × 49,5 cm                                        | 38    | Privatsammlung                                             | Bild urheberrechtlich geschützt |
| Maurice de Vlaminck       | Vase de fleurs                                           | unbekannt    | Öl auf Leinwand 52,8 × 45,1 cm                                        | 50    | Privatsammlung                                             | Bild urheberrechtlich geschützt |
| Maurice de Vlaminck       | Le potager                                               | unbekannt    | Öl auf Leinwand 81,3 × 99 cm                                          | 62    | Privatsammlung                                             | Bild urheberrechtlich geschützt |
| Édouard Vuillard          | Chanteuse en rouge                                       | um 1890–1891 | Pastell auf Papier 46 × 13 cm                                         | 6     | Privatsammlung                                             |                                 |
| Édouard Vuillard          | Aux Tuileries                                            | um 1897      | Öl auf Karton 38,7 × 33 cm                                            | 17    | Yale University Art Gallery, New Haven                     |                                 |